# 435 Ella
435 Ella este un asteroid din centura principală, descoperit pe 11 septembrie 1898, de Max Wolf și Arnold Schwassmann.